# NGC 7217
NGC 7217 (również PGC 68096 lub UGC 11914) – galaktyka spiralna (Sb), znajdująca się w gwiazdozbiorze Pegaza. Odkrył ją William Herschel 7 września 1784 roku. Jest to galaktyka z aktywnym jądrem typu LINER.